# Astra 5B
Astra 5B ist ein kommerzieller Kommunikationssatellit der niederländischen SES World Skies. Er ersetzt Astra 1G.
Er wurde am 22. März 2014 um 22:04 UTC mit einer Ariane 5 ECA Trägerrakete vom Raketenstartplatz Kourou (zusammen mit Amazonas 4A) in eine geostationäre Umlaufbahn gebracht.

## Technische Daten
Der fünf Meter hohe Satellit ist mit 40 Ku-Band- und 6 Ka-Band-Transpondern ausgerüstet und versorgt seit dem 2. Juni 2014 von der Position 31,5° Ost aus Osteuropa und Russland mit Fernsehprogrammen. Des Weiteren trägt er eine L-Band-Nutzlast des European Geostationary Navigation Overlay Service (EGNOS), die der Erhöhung der Genauigkeit von Navigationssignale der Systeme GPS, GloNaSS und Galileo dient. Er wurde auf Basis des Satellitenbus Eurostar E3000 der Astrium (jetzt Airbus Defense and Space) gebaut und besitzt eine geplante Lebensdauer von 15 Jahren. Den Auftrag zum Bau der vier Telekommunikationssatelliten Astra 2E, Astra 2F, Astra 2G und Astra 5B erhielt Astrium im November 2009. Diese wurden zwischen 2010 und 2014 schrittweise gestartet.
Im September 2015 vermietete SES Teile der Ka-Band-Nutzlast an den britischen Satellitenbetreiber Avanti Communications, welcher diese Nutzlast als HYLAS 2B betreibt.

## Empfang
Der Satellit besitzt im Ku-Band eine Wide- und eine High-Power-Ausleuchtzone. In Deutschland ist nur letztere ohne größeren Aufwand empfangbar. Sie ist merklich stärker als die West-Ausleuchtzone von Astra 1G. Die Wide-Ausleuchtzone kann in Ostdeutschland mit mittlerem Aufwand empfangen werden. Gegenüber der Ost-Ausleuchtzone verbessert sich auch hier der Empfang deutlich. Da einige Programme mit der Inbetriebnahme von Astra 5B von der West- auf die Wide-Ausleuchtzone gewechselt sind, sind diese in Deutschland nur noch mit erheblich größerem Aufwand empfangbar. Die vollständig verschlüsselten Transponder des georgischen Anbieters Magti-TV wechselten hingegen von der Ost- auf die High-Power-Ausleuchtzone und können somit, ein Abonnement vorausgesetzt, auch in Deutschland empfangen werden.